# Gustaf Ström
Gustaf Qviding Ström, född 5 maj 1894 i Kristianstad, död 5 december 1938 i Västerås, var en svensk militär (major).

## Biografi
Ström utnämndes till underlöjtnant vid Göta artilleriregemente (A 2) 1914. Efter att han tagit flygcertifikat och utbildat sig till fältflygare år 1922, överfördes han till det nybildade Flygvapnet 1926. Han var flottiljchef för Västmanlands flygflottilj (F 1) åren 1937–1938. Ström blev riddare av Svärdsorden 1935 och av Vasaorden 1936.

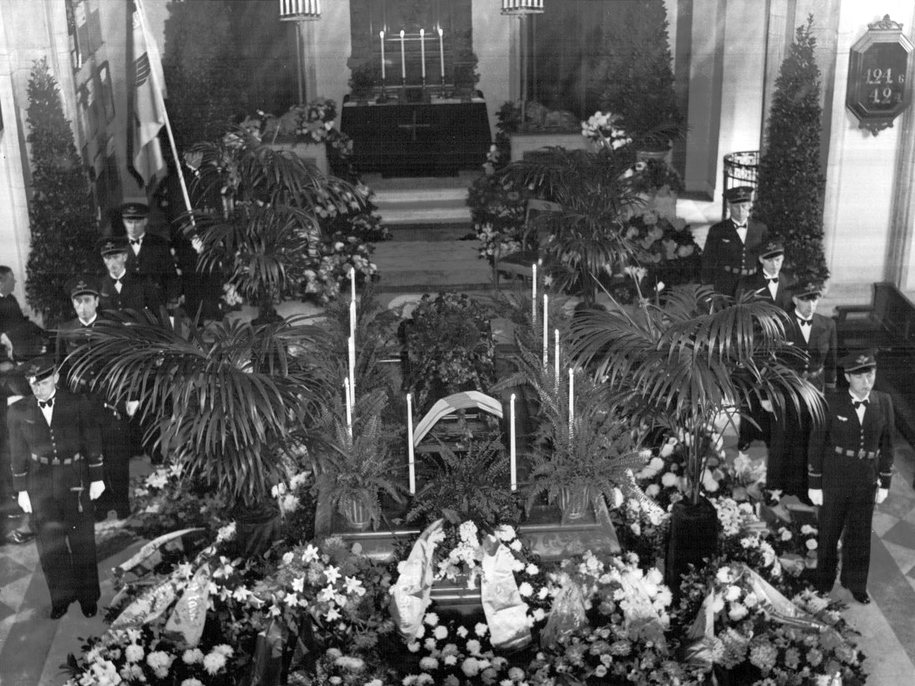
Gustaf Ströms jordfästning i Nora krematorium.